# Erdélyi országgyűlés
Erdélyi országgyűlésnek az Erdélyi Fejedelemség magyar, székely és szász nemzetének rendi gyűlését nevezzük 1541 és 1848 között. Az országgyűlés jogállását, szervezetét és működését első ízben az 1791. évi X. és XI. törvénycikkelyek foglalták rendszerbe. Ezen az intervallumon túl már csak két alkalommal tartottak országgyűlést Erdélyben, de nem rendi gyűlésként: 1861-ben Gyulafehérváron, és 1863-64-ben Nagyszebenben.

## Története

### Az erdélyi országgyűlés kialakulása
Az 1526-os mohácsi csatáig az erdélyi tartományi gyűlés szerepe és működése többnyire azonos a korabeli Horvát Királyság tartományi gyűléséével, a száborral. Később I. Ferdinánd és Szapolyai János kettős királysága idején a Magyar Királyság országgyűlésének, a horvát, illetve erdélyi tartományi gyűlésnek közjogi helyzete lényegében nem változott, bár az erdélyi kormányzati rendszer átalakulása már Szapolyai idejében megkezdődött. Erdélyben a korábbi történeti vélekedéssel szemben azonban a kialakuló intézményrendszer nem a középkori erdélyi vajda pozíciójából és a rábízott „tagból” fejlődött ki, Trócsányi Zsolt történész kutatásaiban bebizonyította, hogy az Erdélyi Fejedelemség igazgatási rendszere királyi eredetű, ennek jó példája, hogy a fejedelmi kancellária sem az erdélyi vajda kancelláriájából, hanem Szapolyai királyi kancelláriájából alakult ki. Péter Katalin pedig 1987-es előadásában kijelentette, hogy „(…) az erdélyi fejedelemség nem az erdélyi tartományból jött létre, s az erdélyi fejedelmek nem a vajdák utódai. Ehelyett Szapolyai János királyságából lett az erdélyi állam, illetve fejedelemség.”

## Összetétele
Az országgyűlésen részt vettek a fejedelmi tanács és a fejedelmi tábla tagjai, és egyéb fejedelmi főtisztviselők, a vármegyék, a székely és szász székek, illetve a meghívott városok küldöttei. Egyes főrangú személyeket illetve világi és egyházi tisztségviselőket a fejedelem névre szóló levéllel (regales) hívott meg az országgyűlésre, őket regalisták-nak hívták. A távolmaradókat és az országgyűlést idő előtt elhagyókat a fejedelem megbírságoltatta.
Maga a fejedelem ugyan ott volt az országgyűlés helyszínén, de rendszerint nem vett részt az üléseken, hanem az országgyűlés küldöttségeivel tartotta a kapcsolatot. Az országgyűlést a fejedelem által kinevezett országgyűlési elnök, a fejedelmi tanács egyik tagja vezette.
1540. szeptember 21-én a berethalmi országgyűlésen első ízben megjelent a török porta képviselője is.
Az 1791-es törvénycikkek szerint az országgyűlést a királyi főkormányszék, a királyi tábla, a vármegyék, vidékek és székely székek
főtisztjei, a királyi hivatalosok, a vármegyék és magyar vidékek, valamint a székely és szász székek és vidékek, valamint a szabad királyi városok és taksás helyeknek nevezett városok követei alkották. Ezen kívül a főkormányszék javaslatára mintegy 140–160 regalista is meghívást kapott. A meghívás mindig csak egy országgyűlésre volt érvényes. A főkormányszék tagjai nem rendelkeztek szavazati joggal, és a főkormányszék nem változtathatta meg az országgyűlés határozatát.

## Működése
A megnyitás formaságai után először a fejedelem előterjesztéseit (propositiók) olvasták fel. Ezek érinthették a fejedelmi tisztséggel kapcsolatos kérdéseket, a rendek jogállását, vallási- és adóügyeket, hadügyet, közmunkákat, területi kérdéseket, kincstári ügyeket, külpolitikát, ritkábban kereskedelmet vagy egyes nagy fontosságú pereket. Ezt követően a rendek terjesztették fel a sérelmeiket (postulata), utána kezdődött az egyes ügyek részletes tárgyalása. A gyakorlatban ezt a rendszert sokszor nem tartották be.
Az egyes nemzetek külön szavaztak az előterjesztésekről, majd a nemzet megbízásából valaki bejelentette az eredményt. Trócsányi Zoltánnak az 1540–1690 időszakra vonatkozó elemzése szerint a fejedelmi előterjesztéseket majdnem mindig megszavazták; az országgyűlés lényeges kérdésekben nem korlátozta a fejedelmet. A határozatokat a hozzájuk kapcsolódó ellenvélemények ismertetésévek együtt a fejedelemhez vitték megerősítésre, az országgyűlés elnöke csak az ő jóváhagyásával írhatta alá ezeket. Utána a határozatokat ellátták a fejedelem által aláírt megerősítő záradékkal, ezzel váltak hatályossá.
Új fejedelem választásakor a rendek igyekeztek korlátok közé szorítani a fejedelem hatalmát, de ez csak ideiglenesen sikerült.
A Habsburg-uralom alá került Erdélyben fennmaradt az országgyűlés intézménye; az 1791. évi VII. törvénycikkely szerint a törvényhozó hatalmat a nagyfejedelemnek és az országgyűlésnek közösen kellett gyakorolnia. Ugyan az 1691-ben kiadott Diploma Leopoldinum előírta az országgyűlés évenkénti tartását, a gyakorlatban ez nem valósult meg: Ferenc uralkodása alatt (1792– 1835) csak négy, V. Ferdinánd alatt pedig csak három országgyűlést tartottak.
Az erdélyi országgyűlések dokumentumai elérhetők az Országgyűlési Könyvtárban.

## Helyszínei
Az országgyűlésnek nem volt állandó helyszíne; a leggyakrabban Gyulafehérváron, Kolozsváron, Nagyszebenben, Tordán, Marosvásárhelyen, Medgyesen, Segesváron, illetve Fogarason tartották. További ismétlődő helyszínek Radnót, Beszterce, Nagyenyed,  Szászsebes, Nagysink, Gyalu és Apahida voltak.